# Die Liebenden von Teruel

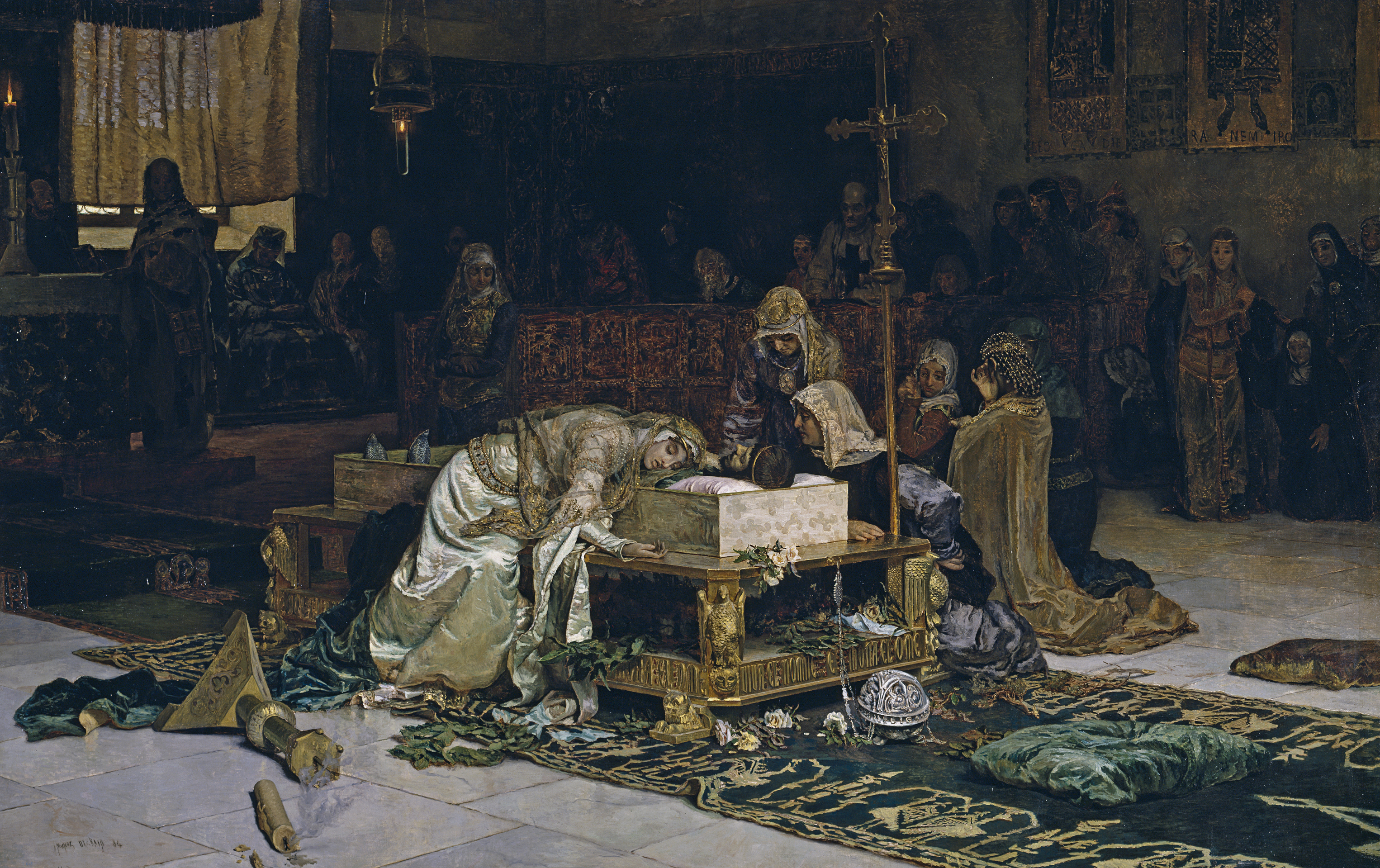
Los amantes de Teruel von Antonio Muñoz Degrain

Die Liebenden von Teruel (Spanisch Los amantes de Teruel) ist eine romantische Geschichte, die angeblich im Jahr 1217 in der spanischen Stadt Teruel (Aragón) geschah. 

## Handlung
In der Stadt gab es zwei wichtige und wohlhabende Familien, Marcilla und Segura. Juan Martinez (auch bekannt als Diego) stammte aus der Marcilla-Familie und Isabel war die einzige Tochter von Pedro Segura. Beide waren seit ihren Kindheitstagen ineinander verliebt, aber als die Zeit kam zu heiraten, waren für Diegos Familie harte Zeiten angebrochen. Isabels Vater, der reichste aller Einwohner Teruels, verbot eine Heirat der beiden. Jedoch gelang es Diego, mit dem Vater Isabels zu vereinbaren, dass er Teruel für fünf Jahre verließe, um zu versuchen, ein Vermögen aufzubauen. Sollte es Diego gelingen, innerhalb dieser fünf Jahre reich zu werden, so sollte es ihm erlaubt sein, seine große Liebe Isabel zu heiraten.
Während dieser fünf Jahre drängte sie ihr Vater, zu heiraten. Sie antwortete ihm, dass Gott wünsche, dass sie bis zum zwanzigsten Lebensjahr Jungfrau bleibe, und dass Frauen vor der Hochzeit lernen sollten, einen Haushalt zu führen. Da ihr Vater sie sehr lieb hatte und ihr ein glückliches Leben wünschte, stimmte er schließlich zu. Fünf Jahre warteten sie auf Diegos Rückkehr.

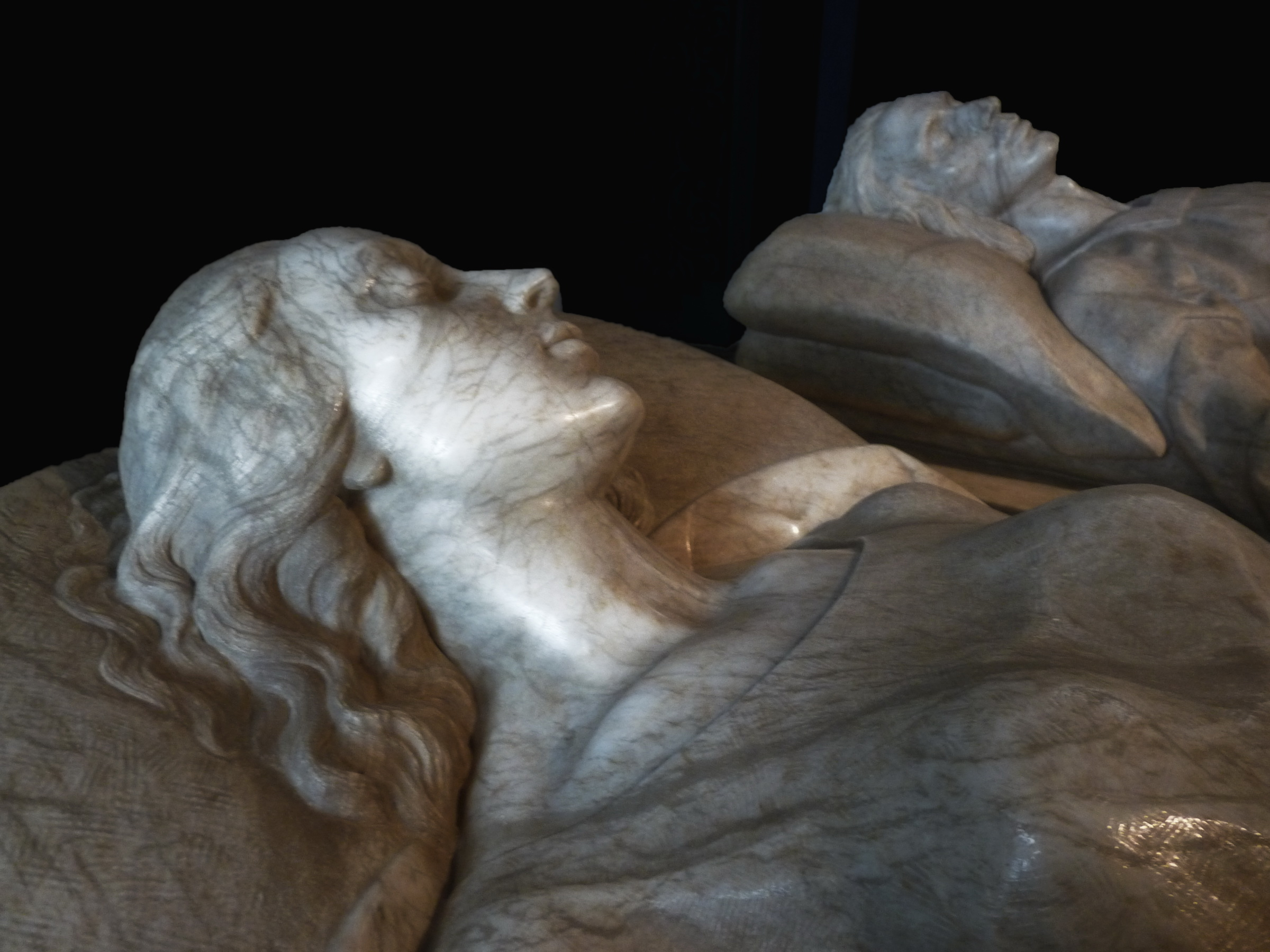
Die Liebenden von Teruel (Detail)

Von Diego hörten sie in diesen fünf Jahren nichts, und so verheiratete sie Isabels Vater danach mit Don Pedro de Azagra aus Albarracín. Gleich nach der Hochzeitsfeier gab es eine Aufregung am Saragossator. Die Wächter informierten das Dorf, dass Diego Marcilla mit großen Reichtümern und der Absicht, Isabel zu ehelichen, zurückgekehrt war. Diego hatte, anders als die Seguras, den Tag nicht gezählt, an dem er mit Isabels Vater diesen Handel schloss.
In dieser Nacht schlich sich Diego in das Schlafzimmer von Isabel und ihrem Mann und weckte sie vorsichtig. Er klagte ihr, „Bésame, que me muero,“ (Küss mich, da ich sterbe) und sie weigerte sich. Sie sagte: „No quiera Dios que yo falte a mi marido,“ (Gott möchte nicht, dass ich meinen Ehemann betrüge) „Por la pasión de Jesucristo os suplico que busques a otra, que de mi no hagais cuenta. Pues si a Dios no ha complacido, tampoco me complace a mi.“ (Um der Liebe Christi willen bitte ich dich, eine andere zu finden und mich zu vergessen. Wenn unsere Liebe Gott nicht gefällt, so kann sie auch mir nicht gefallen.)
Er bekniete sie ein letztes Mal, indem er sagte, er stürbe und möchte einen letzten Kuss. Aber sie weigerte sich noch immer. Da er das hörte, konnte Diego die Trennung zwischen sich und seiner Liebe nicht mehr ertragen. Er seufzte und starb zu Füßen seiner geliebten Isabel. Als sie verstand, dass er starb, erschauderte sie. Sie weckte ihren Gemahl, teilte ihm mit, dass sie sein Schnarchen ängstige und sie eine Geschichte hören möchte. Er erzählte eine und sie erwiderte ihre eigene Geschichte. Sie berichtete von Diego und dass er tot neben dem Bett läge.
„Oh, du Unglückswurm! Warum hast du ihn nicht geküsst?“
„Ich wollte meinen Ehemann nicht hintergehen.“ antwortete sie.
"Natürlich," stöhnte er. „Du bist eine lobenswerte Frau.“
Sie kamen überein, ihn heimlich in einer lokalen Kirche zu bestatten, da ihr Mann fürchtete, man würde ihm die Schuld an seinem Tod geben. Am nächsten Tag, während der Bestattung von Diego Marcilla, zeigte sich Isabel in ihrem Hochzeitskleid. Sie schritt nach vorne in der Kirche und gab dem Mann den Kuss, den sie ihm, als er noch lebte, verweigert hatte. Während sie es tat, starb Isabel und fiel auf den Körper des Mannes, den sie liebte.

## Rezeption
Diese beiden Tode aus Liebe inspirierten die Einwohner von Teruel und sie verlangten, dass beide Seite an Seite begraben würden, so dass sie wenigstens im Tode beieinander sein konnten. Diese Bitte wurde von der Kirche gewährt. Der Nachruhm des Paares verbreitete sich bald in ganz Spanien und 1560 wurden ihre Leichen exhumiert und in das heutige Grabmal umgebettet.
Literaturhistoriker haben diskutiert, ob es die Liebenden von Teruel wirklich gab. Der Grund dafür ist, dass 1353 der Italiener Giovanni Boccaccio praktisch die gleiche Geschichte unter dem Namen Girolamo e Salvestra erzählte, obwohl er zusätzliches Material in seiner Geschichte wiedergab. Logischerweise (wie James Michener in seinem Buch Iberia argumentiert) ist es wahrscheinlicher, dass die erotische Geschichte als zweite erschien; es ist schwierig, Beispiele zu finden, bei denen die Allgemeinheit Gefallen an einer erotischen Geschichte eines Schriftstellers fand, sie ausborgte, bereinigte und schließlich als überlieferte Legende betrachtete. Es ist unwahrscheinlich, dass das einfache Volk von Teruel eine freche Szene von Boccaccio ausborgte und beim Erzählen bereinigte. Dagegen scheint es vernünftig und wahrscheinlicher zu sein, dass ein professioneller und raffinierter Autor von Boccaccios Fähigkeiten sich eine sentimentale Überlieferung ausborgt, die aus Teruel stammt, und in seiner Version erotische Elemente hinzufügt. In der Geschichte haben andere Kulturen ähnliche Geschichten verbotener Lieben gehabt, wie Hero und Leander und Romeo und Julia.

## Grabmal der Liebenden

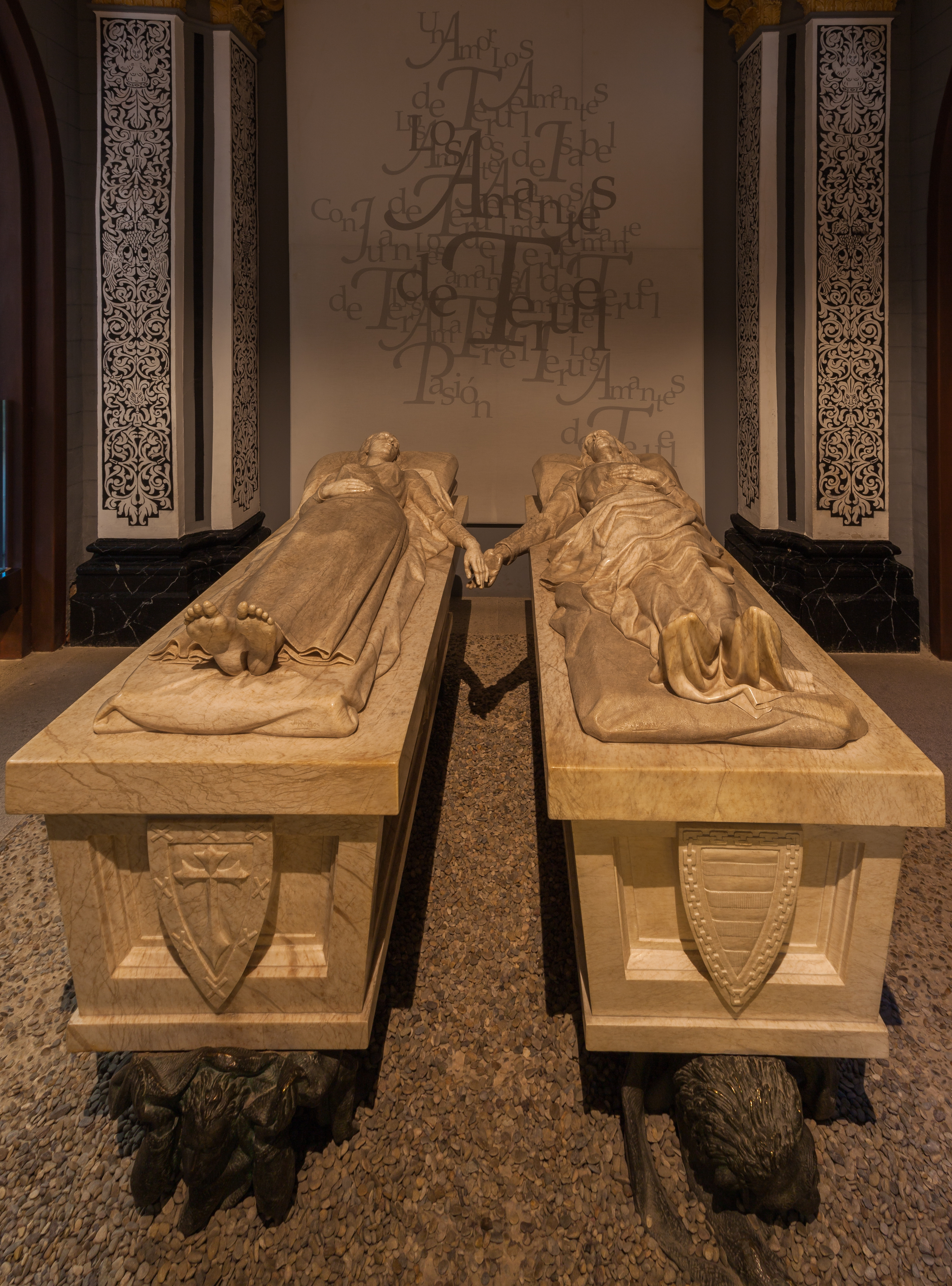
Grabmal der Liebenden von Teruel

Da viele Menschen nach Spanien gereist waren, um die Liebenden von Teruel zu sehen, wurden die mumifizierten Leichname exhumiert und in zwei neue Sarkophage gebettet, die von Juan de Avalos geschaffen wurden. Das Mausoleum wurde aus Marmor gearbeitet und trägt die Familienwappen der Marcilla und Segura. Aber der attraktivste Teil des Grabes sind die Grabplatten aus Alabaster. Die Sargdeckel sind exquisit gearbeitet: einer zeigt den starken und edlen Diego, der seinen Arm nach seiner Liebe Isabel ausstreckt. Fast berührt seine Hand die ihre, aber aus religiöser Pietät eben nur beinahe (da Isabel verheiratet war).
Nach dem Professor Antonio Beltrán wuchs die Legende, als im Jahr 1555 zwei Mumien in der Sankt-Peters-Kirche von Teruel gefunden wurden; und man glaubte, dass sie Diego Marcilla und Isabel Segura waren, die Liebenden.